# Tomáš Jiřikovský
Tomáš Jiřikovský (* 14. května 1987) je český programátor, známý především v souvislosti s provozováním nelegálních darknetových tržišť, mj. Sheep Marketplace. V roce 2017 byl odsouzen k devíti letům vězení za zpronevěru, obchod s narkotiky a nedovolené držení zbraní. Po propuštění z vězení daroval v březnu 2025 ministerstvu spravedlnosti bitcoiny v hodnotě přibližně jedné miliardy korun, což vyvolalo politickou krizi známou jako bitcoinová kauza na jejímž základě rezignoval ministr spravedlnosti Pavel Blažek.

## Osobní život
Tomáš Jiřikovský se vyučil zámečníkem, ale později se živil jako programátor a tvůrce webových stránek. Bydlí v Břeclavi, kde vlastnil dům. Má dva syny s bývalou manželkou Evou.

## Trestná činnost

### Sheep Marketplace
Začátkem roku 2013 spustil Jiřikovský na darknetu nelegální tržiště pojmenované Sheep Marketplace (Ovčí tržiště). Na této platformě se obchodovalo především s drogami, včetně heroinu, methadonu, subutexu, oxycodonu a fentanylu, ale také se zbraněmi a padělky. Jiřikovský inkasoval z každé transakce provizi, která měla být až deset procent, ale kvůli programátorské chybě dostával nakonec méně než čtyři procenta.
Po uzavření nejpopulárnějšího darknetového tržiště Silk Road americkou FBI v říjnu 2013 se část dealerů a kupujících přesunula na Sheep Marketplace. Začátkem prosince 2013 Jiřikovský virtuální trh vypnul poté, co američtí hackeři odcizili část bitcoinů uložených na tržišti prodejci, šlo o 5 400 bitcoinů. Sám Jiřikovský pak z těchto prostředků v rámci tzv. exit scamu odcizil dalších 39 918 bitcoinů.
V roce 2017 poslal brněnský krajský soud Jiřikovského v souvislosti s provozováním Sheep Marketplace na devět let do vězení za zpronevěru, obchod s narkotiky a nedovolené držení zbraní. Součástí trestu bylo také propadnutí některých nemovitostí včetně rodinného domu s bazénem, který stát později prodal v dražbě. Po odpykání poloviny trestu byl v roce 2021 za dobré chování propuštěn na podmínku.

### Další vyšetřování
V srpnu 2025 byl obviněn v souvislosti s podezřením ze spáchání trestných činů legalizace výnosů z trestné činnosti a nedovolené výroby a jiného nakládání s omamnými a psychotropními látkami. V noci ze 14. na 15. srpna jej přitom policie zatkla v jeho domě. Během zatýkání však Jiříkovský se svými dětmi nejprve uprchl na střechu svého domu. Jiříkovský totiž měl obavu, že zatýkající osoby ve skutečnosti nejsou policisté. Dne 17. srpna 2025 jej soud na návrh státního zástupce poslal do vazby.

## Bitcoinová kauza
Po propuštění z vězení bojoval Jiřikovský o navrácení zabavené elektroniky, která obsahovala přístup k bitcoinové peněžence. Nejprve krajský a vrchní soud rozhodly, že se elektronika vrátí, ale obsah se musí smazat, aby Jiřikovský nemohl získat prospěch z bitcoinů. V roce 2023 však Nejvyšší soud rozhodl, že obsah smazán nebude.
V březnu 2025 se Jiřikovský prostřednictvím svého advokáta Kárima Titze obrátil na ministerstvo spravedlnosti s nabídkou, že po společném otevření digitálního úložiště 30 procent bitcoinů věnuje ministerstvu. Ministerstvo tak získalo darem 468 bitcoinů, což představovalo přibližně jednu miliardu korun. Peníze však přitekly z účtů spojených s jiným darknetovým tržištěm Nucleus, na kterém se obchodovalo mj. se zbraněmi a drogami. Kauza vyvolala politickou krizi, na jejímž základě rezignoval ministr spravedlnosti Pavel Blažek.